# Commonwealth Games 2006/Bowls
Bei den Commonwealth Games 2006 in der australischen Metropole Melbourne fanden sechs Wettbewerbe im Bowls statt.
Austragungsort war das State Lawn Bowls Centre im Vorort Thornbury.

## Männer

### Einzel
| Platz | Land | Sportler      |
| ----- | ---- | ------------- |
| 1     | AUS  | Kelvin Kerkow |
| 2     | WAL  | Robert Weale  |
| 3     | CAN  | Ryan Bester   |

Finale: 24. März 2006, 19:00 Uhr

### Doppel
| Platz | Land | Sportler                  |
| ----- | ---- | ------------------------- |
| 1     | SCO  | Paul Foster Alex Marshall |
| 2     | ENG  | Mark Bantock Ian Bond     |
| 3     | AUS  | Barrie Lester Nathan Rice |

Finale: 22. März 2006, 19:00 Uhr

### Dreier
| Platz | Land | Sportler                                    |
| ----- | ---- | ------------------------------------------- |
| 1     | AUS  | Mark Casey Bill Cornehls Wayne Turley       |
| 2     | NIR  | Neil Booth Mark McPeak Jeremy Henry         |
| 3     | RSA  | Neil Burkett Gidion Vermeulen Eric Johannes |

Finale: 20. März 2006, 18:45 Uhr

## Frauen

### Einzel
| Platz | Land | Sportlerin        |
| ----- | ---- | ----------------- |
| 1     | MAS  | Siti Zalina Ahmad |
| 2     | WAL  | Elizabeth Morgan  |
| 3     | RSA  | Lorna Trigwell    |

Finale: 24. März 2006, 17:00 Uhr

### Doppel
| Platz | Land | Sportlerinnen                |
| ----- | ---- | ---------------------------- |
| 1     | AUS  | Lynsey Armitage Karen Murphy |
| 2     | SCO  | Joyce Lindores Kay Moran     |
| 3     | NZL  | Jan Khan Marina Khan         |

Finale: 22. März 2006, 17:00 Uhr

### Dreier
| Platz | Land | Sportlerinnen                                     |
| ----- | ---- | ------------------------------------------------- |
| 1     | MAS  | Nor Hashimah Ismail Arshad Azlina Nor Iryani Azim |
| 2     | AUS  | Ceriann Davies Roma Dunn Noi Tucker               |
| 3     | ENG  | Jean Baker Sue Harriott Amy Monkhouse             |

Finale: 20. März 2006, 15:30 Uhr

## Medaillenspiegel
| Platz | Land       | Gold | Silber | Bronze | Gesamt |
| ----- | ---------- | ---- | ------ | ------ | ------ |
| 1     | Australien | 3    | 1      | 1      | 5      |
| 2     | Malaysia   | 2    | –      | –      | 2      |
| 3     | Schottland | 1    | 1      | –      | 2      |
| 4     | Wales      | –    | 2      | –      | 2      |
| 5     | England    | –    | 1      | 1      | 2      |
| 6     | Nordirland | –    | 1      | –      | 1      |
| 7     | Südafrika  | –    | –      | 2      | 2      |
| 8     | Kanada     | –    | –      | 1      | 1      |
| 8     | Neuseeland | –    | –      | 1      | 1      |